# Ґолеєво (Куявсько-Поморське воєводство)
Ґолеєво (пол. Golejewo) — село в Польщі, у гміні Єзьора-Великі Моґіленського повіту Куявсько-Поморського воєводства.
Населення — 196 осіб (2011).
У 1975-1998 роках село належало до Бидгощського воєводства.

## Демографія
Демографічна структура станом на 31 березня 2011 року:
|          | Загалом | Допрацездатний вік | Працездатний вік | Постпрацездатний вік |
| -------- | ------- | ------------------ | ---------------- | -------------------- |
| Чоловіки | 92      | 21                 | 58               | 13                   |
| Жінки    | 104     | 28                 | 56               | 20                   |
| Разом    | 196     | 49                 | 114              | 33                   |